# リゾートあすなろ
リゾートあすなろは、かつて東日本旅客鉄道（JR東日本）が保有・運行していた「のってたのしい列車」用の鉄道車両の愛称、および、その車両を用いた列車の愛称である。
本項ではJR東日本および青い森鉄道が八戸駅 - 大湊駅間で運行していた臨時快速列車のリゾートあすなろ下北、およびかつて本車両を使用して運転されていた臨時列車群についても解説する。

## 概要
当初は2010年12月4日の東北新幹線全線開業に伴い、新青森駅で新幹線と接続する観光列車として運行を開始した。しかし「リゾートあすなろ下北」を除いて徐々に本数が減り、2021年6月現在で定期的に運行されているのは新青森を経由しない「下北」のみとなっていた。
名前の由来は、青森の県木「青森ヒバ」の別名で明日への希望をイメージさせる“あすなろ”。カラーリングは、夏祭りの熱気を表す「赤」、下北半島に咲く菜の花畑の「黄」、豊かな森をイメージした「緑」の3色で、青森らしさを表現している。
2編成が存在したが、2023年冬から2024年春にかけて運行開始予定の新しい観光列車「ひなび（陽旅）」および「SATONO」への改造に伴い、2023年8月20日をもって運行を終了した。

## 使用車両
HB-E300系気動車
八戸運輸区に配置されているHB-E300系気動車2両編成で運行される。新製当初から2016年3月まで青森車両センター所属であったが、北海道新幹線開業に伴う当所の盛岡車両センター青森派出所への組織改正に伴い転属した。
2編成が配置されており、「青森」「八戸」「竜飛」の運行があった頃は、1編成が「青森1号」・「竜飛1号・2号」と「八戸4号」、もう1編成が「八戸2号」と「下北1・2号」の運用に充当されていた。
車内は2+2配列の回転リクライニングシートで、天井には観光案内用のモニターが設置されている。また運転台後方には展望スペースが設けられている。

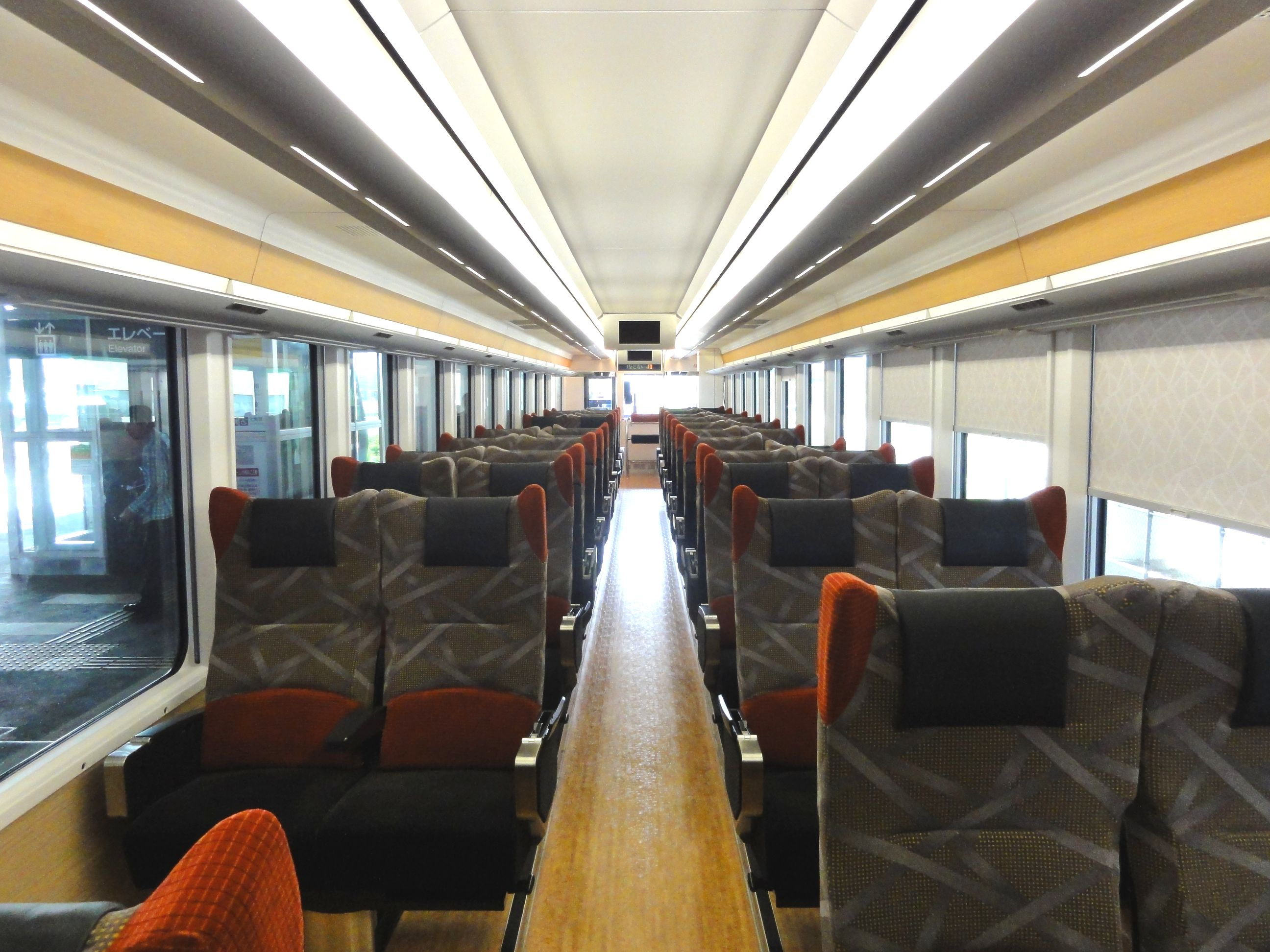
客室
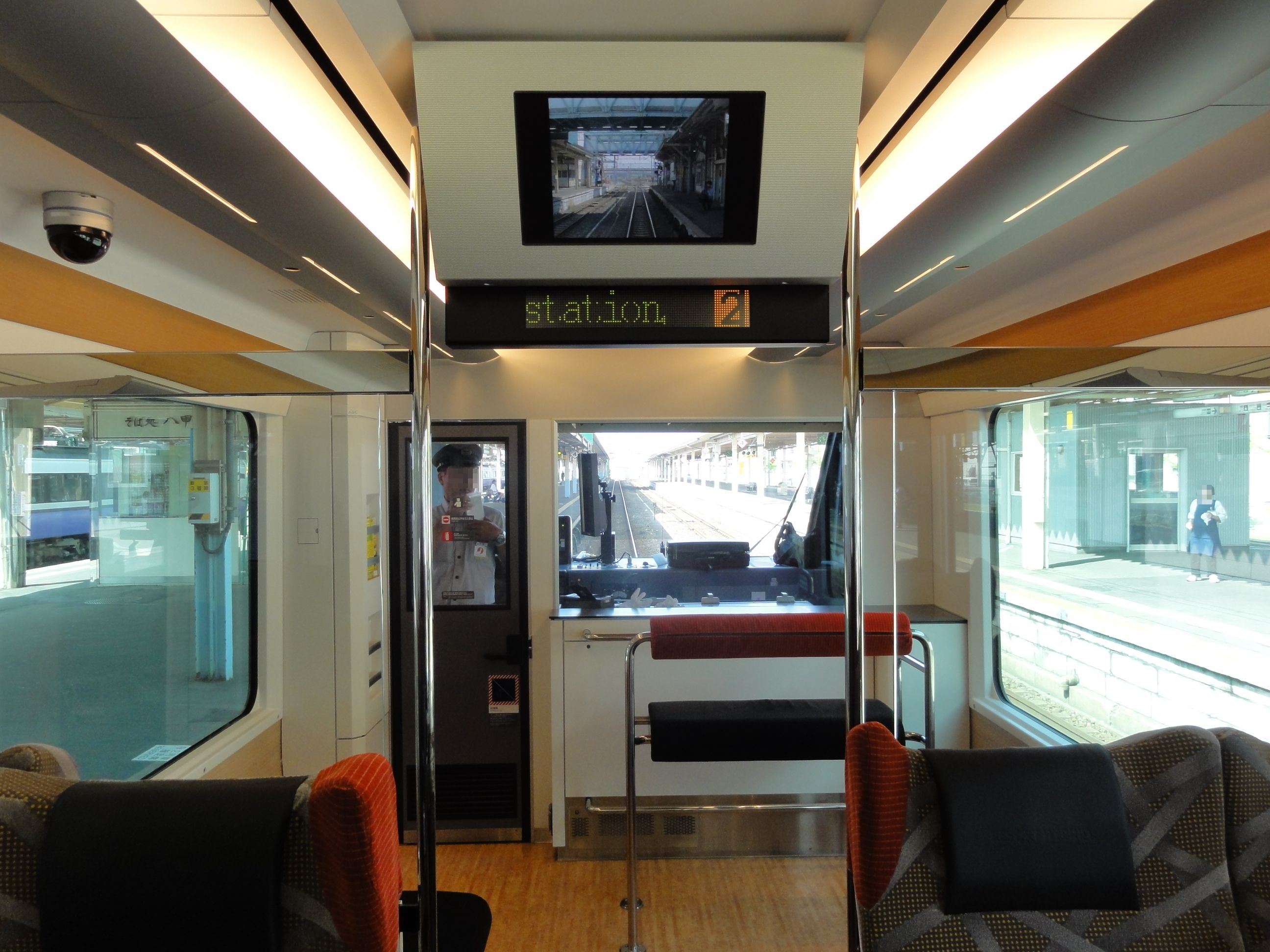
展望スペース

## 運用
2020年10月時点で、「リゾートあすなろ下北」が1往復（多客期は2往復）運行されていた。
複数系統が存在した時代は発着駅によって列車名が異なっており、蟹田駅発着の列車は「リゾートあすなろ津軽蟹夫」、三厩駅発着の列車は「リゾートあすなろ竜飛」、大湊駅発着の列車は「リゾートあすなろ下北」、八戸駅発新青森駅着の列車は「リゾートあすなろ青森」、新青森駅発八戸駅着の列車は「リゾートあすなろ八戸」を名乗っていた。しかし前述の通り、「下北」以外の列車は2018年以降設定されない状態が続いている。一方同年に「Kenji」が引退して以降は、同車の担っていた「さんりくトレイン宮古」でも運用されている。
新設当初は土曜・休日や長期休暇期間中に、「竜飛」「下北」が1往復ずつ、「八戸」が上り1本の運用であった。
「八戸」と「下北」は青い森鉄道線内のみの指定券の発売は行っていないため、青森駅 - 浅虫温泉駅 - 野辺地駅 - 三沢駅 - 八戸駅の相互間を利用する場合であっても、新青森から（まで）の指定席券の購入を行うよう案内されていた。

### 停車駅
リゾートあすなろ下北
八戸駅 - 三沢駅 - 野辺地駅 - 陸奥横浜駅 - 下北駅 - 大湊駅

#### 過去の列車
リゾートあすなろ竜飛（蟹田駅発着時は「リゾートあすなろ津軽蟹夫」、2018年度以降設定なし）
弘前駅 - 新青森駅 - 青森駅 - 蟹田駅 - 津軽二股駅 - 今別駅 - 三厩駅
リゾートあすなろ八戸（2017年度以降設定なし）
弘前駅 → 新青森駅 → 青森駅 → 浅虫温泉駅 → 野辺地駅 → 三沢駅 → 八戸駅
リゾートあすなろ青森（2017年度以降設定なし）
八戸駅 → 三沢駅 → 野辺地駅 → 浅虫温泉駅 → 青森駅 → 新青森駅

## 沿革
- 2010年（平成22年）
  - 11月23日 - 青森駅 - 上北町駅間で一般試乗会を実施。
  - 12月4日 - 「リゾートあすなろ津軽」（1往復）、「リゾートあすなろ下北」（2往復）として運行開始。
- 2011年（平成23年）11月4日 - 「リゾートあすなろ下北3号」が青い森鉄道管内の青森駅 - 東青森駅間で車両故障。乗客降車後に下り勾配を東青森駅まで1.6km逸走する事故が発生。
- 2012年（平成24年）
  - 9月6日 - 8日 - 「リゾートあすなろ津軽」を延長運転する形で、「リゾートあすなろ竜飛」を新青森駅 - 三厩駅間で運転。
  - 10月 - 「リゾートあすなろ津軽」の名称を「リゾートあすなろ津軽蟹夫」へ変更。蟹田駅の観光駅長「津軽蟹夫」にちなむ。
- 2014年（平成26年）9月 - 「リゾートあすなろ竜飛」の停車駅に今別駅を追加。
- 2015年（平成27年）7月 - 「リゾートあすなろ下北1号」を八戸駅発着に変更。送り込みを兼ねて新青森駅発八戸駅行の「リゾートあすなろ八戸」を新設。「リゾートあすなろ竜飛」を弘前駅発着に変更。
- 2016年（平成28年）
  - 4月 - 「リゾートあすなろ竜飛」を新青森駅発着に変更。「リゾートあすなろ八戸」を増発。「リゾートあすなろ青森」を新設。
  - 7月 - 「リゾートあすなろ竜飛」の停車駅に津軽二股駅を追加。
- 2017年（平成29年） - 同年度以降「リゾートあすなろ青森」「リゾートあすなろ八戸」の設定が無くなる。
- 2018年（平成30年） - 同年度以降「リゾートあすなろ竜飛」の設定が無くなる。
- 2020年（令和2年）
  - 4月8日 - 新型コロナウイルスの感染拡大防止のため、同年5月31日まで運休[7]。
  - 5月13日 - 同年6月1日以降の運休延長を発表[8]。
  - 6月26日 - 同年7月4日より運転再開を発表[9]。
- 2022年（令和4年）
  - 11月22日 - 本編成を改造した新しい観光列車「ひなび（陽旅）」を2023年冬頃から運行開始予定と発表[1]。
  - 11月24日 - 本編成を改造した新しい観光列車「SATONO」を2024年春頃から運行開始予定と発表[2]。
- 2023年（令和5年）8月20日 - 「ひなび（陽旅）」および「SATONO」への改造に伴い、同日をもって「リゾートあすなろ」の運行を終了[3]。